# Tête des Bécus
La tête des Bécus est un sommet de la chaîne du Bargy avec 1 907 mètres d'altitude, dans le département de la Haute-Savoie, en région Auvergne-Rhône-Alpes.

## Géographie
La tête des Bécus est située dans la moitié nord-est de la chaîne du Bargy dont elle constitue le sommet le plus septentrional, au-dessus de Marnaz et Scionzier dans la vallée de l'Arve au nord et du village du Reposoir au sud-est. Le sommet est voisin du Petit Bargy au sud-ouest. Constitué d'un anticlinal de calcaire urgonien, il forme une croupe allongée.
Le sommet de la tête des Bécus est accessible en randonnée par un sentier partant des hauteurs du village du Reposoir.

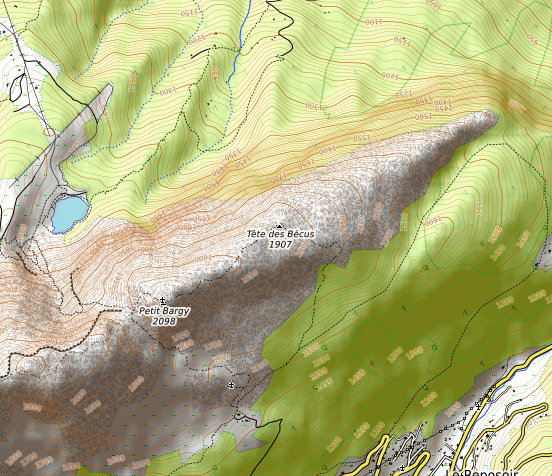
Carte topographique.

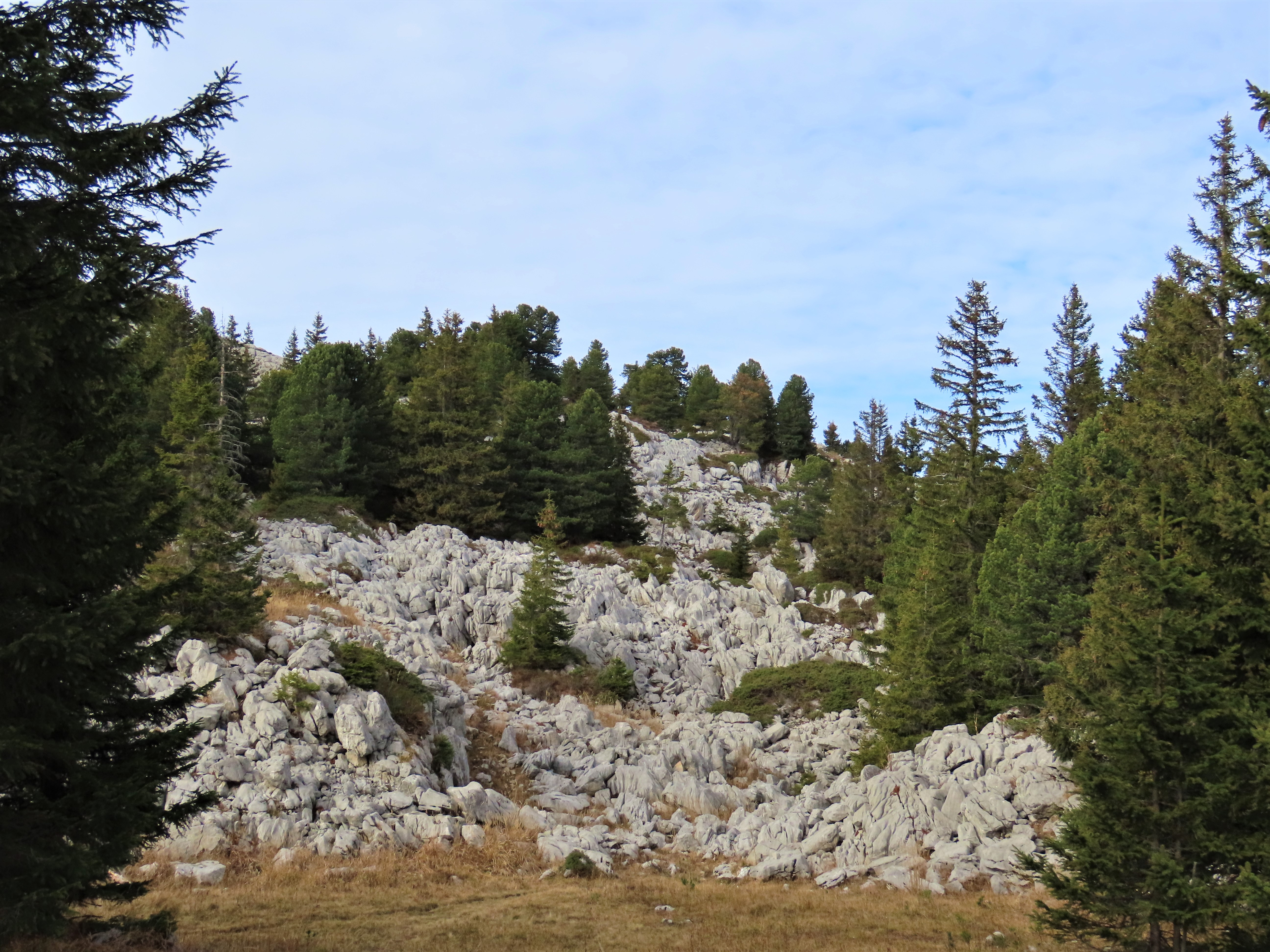
Lapiaz au sommet de la tête des Bécus en direction du Petit Bargy.